# Johannes-Kirche zu Grünhaus/Mertesdorf

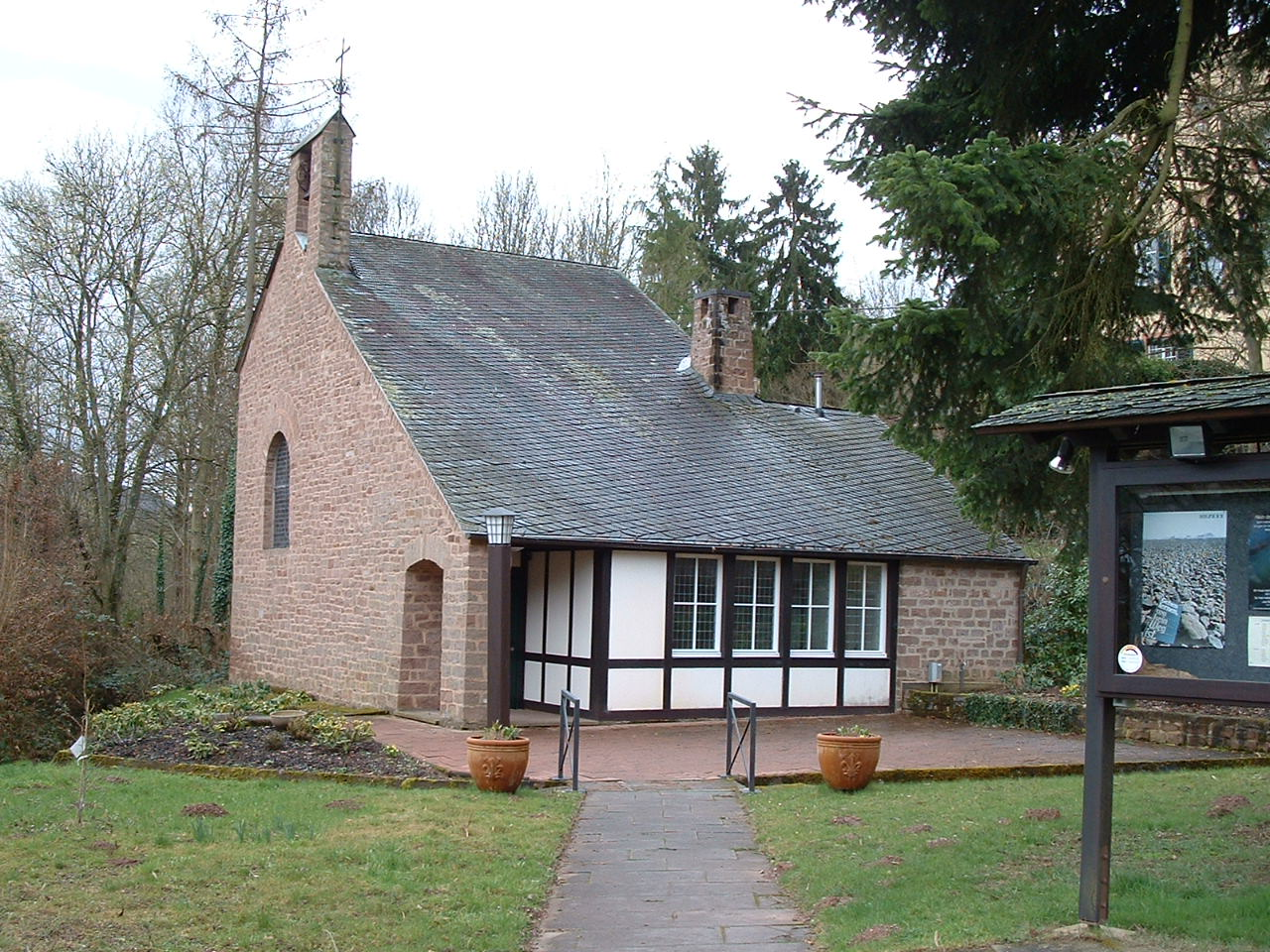
Eingangsseite

Die Johannes-Kirche zu Grünhaus/Mertesdorf ist eine Kirche im Pfarrbezirk 2 der evangelischen Kirchengemeinde Ehrang in Mertesdorf unterhalb von Schloss Grünhaus. Die Kapelle steht auf einem Grundstück, das von der Familie von Schubert der Kirchengemeinde geschenkt wurde. Die Familie selbst hat sich auf ewige Zeiten der Pflege des Gottesdienstes vor Ort und dem Unterhalt des Hauses verpflichtet. Ein Engagement, das sich bis heute z. B. in einer Mitgliedschaft im Presbyterium zeigt.

## Geschichte
Erster Raum für Gottesdienste war für die evangelischen Christen aus dem Ruwertal ein Ökonomiegebäude des Weinguts Weingut Maximin Grünhaus. Nach dem Zweiten Weltkrieg war dieses auf Grund der Kriegsschäden und dem Mangel an Baumaterial im Zustand einer Baracke. Bei der Taufe des heutigen (2015) Eigentümers des Weinguts, Carl Ferdinand von Schubert wurde dessen Vater Andreas von Schubert vom damaligen Ortspfarrer gebeten für eine würdigere Versammlungsstätte zu sorgen. Dieser schenkte der Kirchengemeinde den Baugrund und diese ließ unter Verwendung heimischer Baumaterialien den heutigen Bau errichten.

## Architektur und Ausstattung

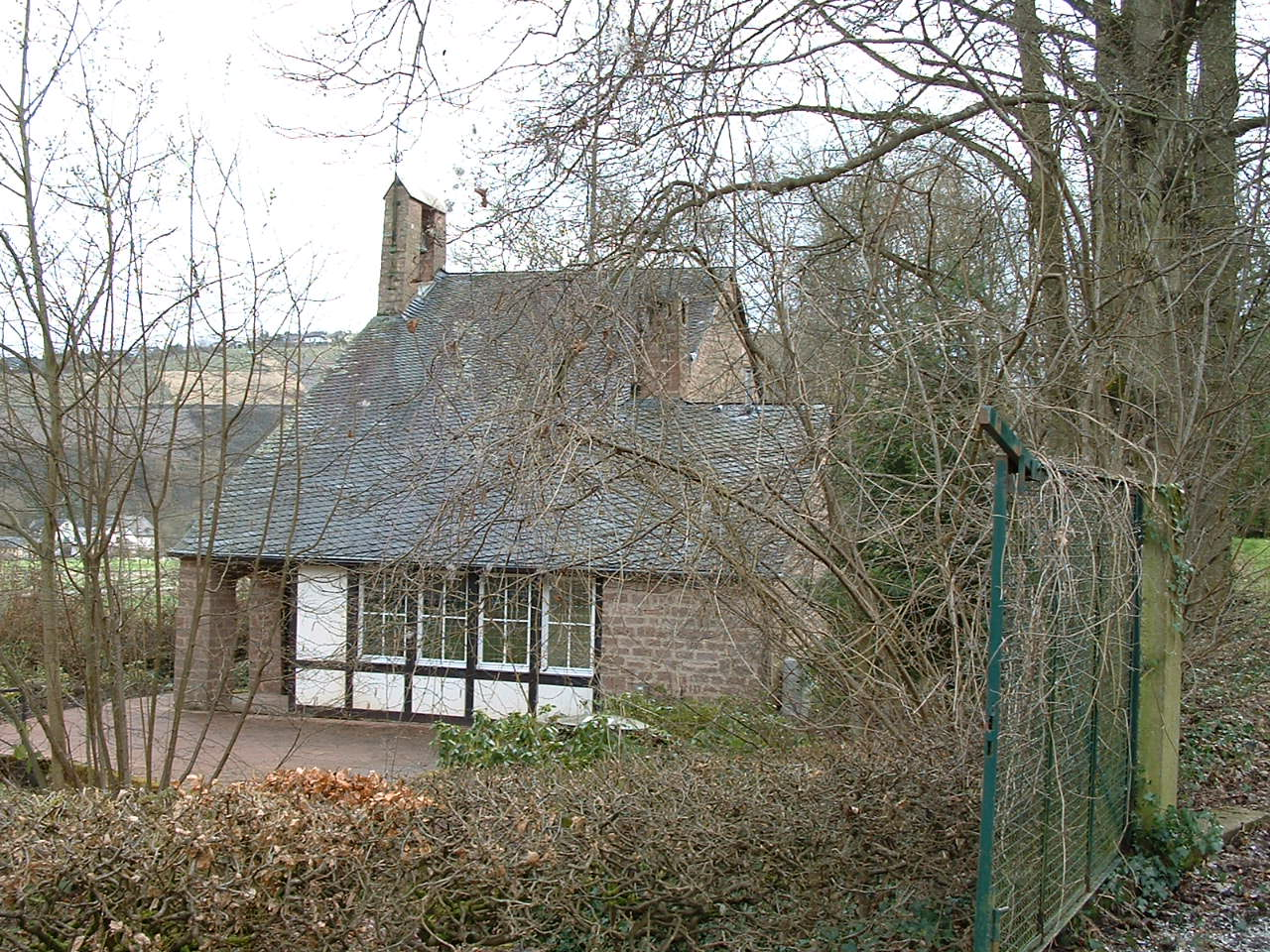
Gartenseite

Die kleine Kirche wurde 1956–1958 nach Plänen des Architekten Heinrich Otto Vogel erbaut. In dem kompakten Baukörper trennte eine Zwischenwand den Kirchen- vom Gemeinderaum. Durch ihre Herausnahme entstand der heutige Gottesdienstraum. Der ursprünglich beide Räume beheizende Ofen wurde durch eine Ölheizung ersetzt, Der steinsichtige Bau aus heimischem roten Sandstein wird zur Schauseite hin mit einer Fachwerkkonstruktion komplettiert. Auf dem Dach befindet sich über dem Giebel ein Glockenträger. Das Innere ist auf den Altar hin ausgerichtet. Darüber befindet sich ein Sparrendach. Das Konzept der Kirche wird von Vogel unter anderem beim Bau der evangelischen Kirche in Mariahütte im Saarland wieder aufgegriffen. Auf dem Altar steht in einer Glaskugel, einem Buddha-Auge, ein katholisches Kreuz (Christentum) mit dem Gekreuzigten. Überwölbt wird der Altarraum von einem großen Holzkreuz aus Balken vom Ölberg (Jerusalem). Das blaue Bleiglasfenster in der Rückwand des Altarraums wurde von Jakob Schwarzkopf entworfen und von den Werkstätten Binsfeld in Trier hergestellt. Die Thematik des Glasfensters ist der Heilige Geist mit seinen Wirkungen in Korn und Traube. Sie verweisen nicht nur auf das Abendmahl Jesu, sondern auch auf die Landwirtschaft der Region und die Dankbarkeit der Menschen für die Erträge der Schöpfung. Eine Takenplatte an der Kanzel zeigt die Hochzeit zu Kana. Gefertigt wurde sie in Neunkirchen (Saar), im Stahlwerk von Carl Ferdinand von Stumm-Halberg, einem Vorfahren der Schuberts. Die Orgel ist von Hugo Mayer Orgelbau.

## Nutzung
Die Kirche wird vom Pfarrbezirk 2, abwechselnd mit dem Gemeindehaus in Gusterath zweimal im Monat und an Festtagen für Gottesdienste genutzt. Der Pfarrbezirk umfasst 23 Dörfer und Orte – in etwa das Gebiet der Verbandsgemeinde Ruwer. Neben der Nutzung für Gottesdienste finden einzelne Konzerte statt. 2008 wurde mit mehreren Veranstaltungen das 50-jährige Bestehen der Kapelle gefeiert.